# 영북고등학교
영북고등학교(永北高等學校)는 대한민국 경기도 포천시 영북면 운천리에 있는 공립 고등학교이다.

## 학교 연혁
- 1961년 6월 5일 : 영북중학교 개교 (영북면 운천리 385-1)
- 1969년 5월 6일 : 영북중학교에 영북농업고등학교 병설 개교
- 1969년 6월 9일 : 초대 최경준 교장 취임 (중.고 겸임)
- 1971년 1월 28일 : 영북실업고등학교로 교명 변경(상업과 신설)
- 1972년 2월 15일 : 제1회 졸업식 (졸업생 47명)
- 1973년 3월 1일 : 영북종합고등학교로 교명 변경 (보통과 신설, 농업과 폐과)
- 1981년 3월 1일 : 영북중. 고 분리운영
- 1982년 3월 1일 : 현재의 위치로 학교 이전 (포천군 영북면 운천리 334)
- 1995년 2월 15일 : 체육관 준공 1동 (136평)
- 2009년 3월 1일 : 영북고등학교로 교명 변경
- 2013년 5월 16일 : 급식소 준공
- 2013년 7월 25일 : 부사관과 학과개편 승인 (부사관과 2학급, 경영정보과 1학급)
- 2014년 7월 5일 : 특성화고등학교로 지정
- 2016년 3월 2일 : 영북고등학교 학생 생활관 개관식
- 2020년 3월 1일 : 혁신학교 지정 운영
- 2020년 3월 1일 : 드론과 개설(경기도 최초)
- 2021년 3월 1일 : 제18대 류귀열 교장 취임
- 2022년 12월 28일 : 제51회 졸업식(57명 졸업, 총 졸업생 6,763명)
- 2023년 3월 2일 : 제 54회 입학식(60명 입학)

## 설치 학과
- 부사관과
- 드론과

## 참고 자료
- 영북고등학교 - 한국교육학술정보원 학교알리미